# Шаши
Шаши (沙市) град је Кини у покрајини Хубеј. Према процени из 2009. у граду је живело 553.950 становника.

## Становништво
Према процени, у граду је 2009. живело 553.950 становника.
| 1990.   | 2000.   | 2009    |
| ------- | ------- | ------- |
| 301.487 | 426.413 | 553.950 |